# Большая Речка (Бурятия)
Больша́я Ре́чка — село в Кабанском районе Бурятии. Административный центр сельского поселения «Большереченское».

## География
Расположено на юго-западном краю Кударинской степи, на левом берегу реки Большая Речка, в 10 км к востоку от её впадения в Посольскую бухту озера Байкал (Малый сор). Районный центр, село Кабанск, расположен в 30 км к северо-востоку.

## История
28 ноября 1862 года освящена церковь во имя Сошествия Святого Духа. До церкви была построена часовня. И церковь и часовня были приписаны к Посольскому монастырю.

## Население
| 2002 | 2010 |
| ---- | ---- |
| 575  | ↘494 |

## Инфраструктура
- Средняя общеобразовательная школа, сельский клуб, библиотека, фельдшерско-акушерский пункт.

- Большереченский рыбоводный завод.

## Транспорт
По южной окраине села проходит Транссибирская магистраль, с находящимся здесь остановочным пунктом Большая Речка Восточно-Сибирской железной дороги. В километре южнее Транссиба и параллельно ему проходит федеральная автомагистраль Р258 «Байкал». Через Большую Речку от автомагистрали «Байкал» проходит республиканская автодорога 03К-018 до села Посольское.